# Nachal Evjatar
Nachal Evjatar (hebrejsky: נחל אביתר) je vádí v Horní Galileji, v severním Izraeli.
Začíná v nadmořské výšce necelých 800 metrů na okraji vesnice Dalton severně od města Safed. Steká pak ze svahů masivu Har Dalton, který dosahuje nadmořské výšky 874 metrů a má boční vrcholky Har Cadok (833 m n. m.) a Har Evjatar (826 m n. m.). Směřuje pak k jihu, přičemž se zařezává do okolního terénu. Z východu míjí pahorek Har Šimchon. Ústí pak zleva do vádí Nachal Dalton.